# Кадриу, Флориан
Флориан Кадриу (род. 30 сентября 1995, Кичево) — северомакедонский футболист, нападающий албанского клуба «Эрзени».

## Клубная карьера
В 2020 году стал игроком азербайджанского клуба «Сабаил». 21 августа 2020 года в матче против клуба «Нефтчи» Баку дебютировал в чемпионете Азербайджана.
В августе 2022 года перешёл в албанский клуб «Эрзени».
Летом 2023 года подписал контракт с клубом «Атырау».

## Клубная статистика
| Игровая карьера | Игровая карьера | Игровая карьера | Лига | Лига | Кубок | Кубок | Межд. | Межд. | Др. | Др. |
| --------------- | --------------- | --------------- | ---- | ---- | ----- | ----- | ----- | ----- | --- | --- |
| 2019/20         | Ренова          | А               | 23   | 3    | 2     | 1     | —     | —     | —   | —   |
| 2020/21         | Сабаил          | А               | 18   | 0    | 2     | 0     | —     | —     | —   | —   |
| 2021/22         | Струга          | А               | 25   | 0    | 2     | 0     | —     | —     | —   | —   |
| 2022/23         | Эрзени          | А               | 32   | 1    | 2     | 0     | —     | —     | —   | —   |
| 2023            | Атырау          | А               | 5    | 0    | —     | —     | —     | —     | —   | —   |
| 2023/24         | Эрзени          | А               | 5    | 0    | 2     | 0     | —     | —     | —   | —   |